# 細江警察署
細江警察署（ほそえけいさつしょ）は、静岡県浜松市浜名区にある警察署である。同区の一部を管轄区域としている。

## 管轄区域
- 浜松市浜名区（浜北警察署の管轄する区域を除く） - 都田・新都田・細江・引佐・三ヶ日の各地区

## 沿革
- 1954年（昭和29年）7月1日 - 「静岡県警察の設置等に関する条例」の施行により、静岡県気賀警察署（きがけいさつしょ）として設置。
- 1955年（昭和30年）4月1日 - 静岡県細江警察署に改称。
- 1960年（昭和35年）3月28日 - 庁舎の新築落成。
- 1992年（平成4年）1月24日 - 庁舎の新築落成（現在の建物）。
- 2007年（平成19年）4月1日 - 浜松市の政令指定都市移行に伴い、浜北警察署管内であった三方原・都田・新都田地区を管轄区域に編入し、浜松市北区全域が管轄区域となる。
- 2022年（令和4年）10月26日 - 渋川警察官駐在所を廃止し、引佐北部警察官駐在所を設置[1]。
- 2023年（令和5年）9月1日 - 伊平・引佐・奥山・金指の4警察官駐在所を廃止し、引佐町交番を設置[2]。
- 2024年（令和6年）4月1日 - 同年1月に実施した浜松市の行政区再編に伴い、管轄であった三方原北交番（三方原地区）を浜松中央警察署へ移管[3]。
- 2024年（令和6年）10月1日 - 三ヶ日町交番を三ヶ日町岡本から三ヶ日町三ヶ日へ移転。大崎警察官駐在所及び都筑警察官駐在所を廃止[4]。

## 組織
- 署長- 副署長
- 警務課
- 会計課
- 刑事課
- 生活安全課
- 地域課
- 交通課
- 警備課

## 交番・警察官駐在所
交番、駐在所及び警備派出所の名称、位置及び所管区域に関する規則によれば、次の交番、警察官駐在所を設置している。

### 交番
- 引佐町交番（神宮寺町）
- 中川交番（細江町中川）
- 三ヶ日町交番（三ヶ日町三ヶ日）
- 都田交番（新都田二丁目）

### 警察官駐在所
- 引佐北部警察官駐在所（引佐町田沢）

### かつて設置していた交番・警察官駐在所
- 渋川警察官駐在所（北区引佐町渋川（廃止時、以降同）。2022年10月26日まで設置）[1]
- 伊平警察官駐在所（北区引佐町伊平。2023年9月1日まで設置）[2]
- 引佐警察官駐在所（北区引佐町井伊谷。2023年9月1日まで設置）[2]
- 奥山警察官駐在所（北区引佐町奥山。2023年9月1日まで設置）[2]
- 金指警察官駐在所（北区引佐町金指。2023年9月1日まで設置）[2]
- 大崎警察官駐在所（浜名区三ヶ日町大崎。2024年10月1日まで設置）[4]
- 都筑警察官駐在所（浜名区三ヶ日町都筑。2024年10月1日まで設置）[4]

## 主な未解決事件
- 壽楽寺住職殺人事件[6]

## アクセス
- 鉄道：天竜浜名湖鉄道天竜浜名湖線 - 気賀駅下車。徒歩約3分。
- バス：遠鉄バス - 気賀駅前停留所下車。

## 参考資料
- 静岡県警察史編さん委員会/編 『静岡県警察史 下巻』 静岡県警察本部、1979年 全国書誌番号:79022084